# Laura Mersini-Houghton
Laura Mersini-Houghton é uma física teórica-cosmóloga, e professora da Universidade da Carolina do Norte em Chapel Hill desde janeiro de 2004.
Licenciou-se na Universidade de Tirana, situada na sua terra natal, a Albânia, e obteve o doutoramento em 2000 na Universidade de Wisconsin–Milwaukee, defendendo a tese "Dinâmica do vácuo nos cenários do universo primordial nas transições de fase e dimensões adicionais (Vacuum dynamics in the early universe scenarios of phase transitions and extra dimensions).
Já trabalhou em uma variedade de tópicos sobre a interligação da cosmologia-física de partículas. Estando particularmente interessada na possibilidade de gerar energia negra através da física transplanckiana na teoria das cordas, gravidade e teoria quântica de campos no espaço curvo e nos mundos de Brane das dimensões superiores.
Uma das suas principais contribuições para o mundo da física, é a sua teoria que explica a seleção das condições iniciais do nosso Universo a partir do multiverso.